# الطاهير
الطاهير مدينة وبلدية تابعة إقليميا إلى دائرة الطاهير ولاية جيجل الجزائرية، حيث تعتبر ثاني أكبر مدينة في الولاية بعد عاصمة الولاية جيجل.

## الجغرافيا

### الموقع الجغرافي
تقع بلدية الطاهير على الشريط الساحلي ووسط ولاية جيجل، يحدها كل من:
- شمالا: البحر الأبيض المتوسط.
- جنوبا: بلدية وجانة وبلدية الشحنة.
- شرقا: بلدية الشقفة.
- غربا: بلدية الأمير عبد القادر.

## التاريخ

### خلال العهد العثماني
كانت الطاهير عبارة عن قرية صغيرة إبان العهد العثماني، ومركزها الجهة الغربية للمدينة (المقيعدة الحالية).

### خلال حرب التحرير
خلال حقبة الاستعمار الفرنسي للجزائر، أصبح مركز الطاهير هو المركز الحالي والمدينة هي المدينة القديمة بوسط المدينة الحالية، ولا تزال البنايات القديمة شواهد على العدد الكبير للأوروبيين الذين أمضوا حياتهم بالطاهير كالكنيسة المسيحية بوسط المدينة.
أنشأ الجيش الفرنسي مراكز للتحقيق (SAS) بالجزائر والتي عرفت فيما بعد بالتعذيب الذي أنتهج ضد الجزائريين بغرض الحصول على المعلومات، أحد هذه المراكز تواجد بوسط مدينة الطاهير (قرب الملعب البلدي). تم تهديمه مباشرة بعد الاستقلال سنة 1962 وأنشأ مكانه نصب تذكاري تخليدا للضحايا الذين سقطوا عن طريق التعذيب بهذا المركز.
من أشهر شهداء هذه البلدية إبان حرب التحرير، الشهيد دخلي المختار المدعو البركة، حيث حمل اسمه أكبر شوارع مدينة الطاهير.

### مرحلة ما بعد الاستقلال
بعد الاستقلال تم ترقيتها إلى دائرة إدارية (سنة 1974). وتم إنشاء عدة أحياء جديدة بالمدينة.

## أهم مرافقها الاقتصادية
- ميناء جن جن الدولي.
- المنطقة الصناعية بأولاد صالح: وأهم مصانعها، مصنع الزجاج "Africaver".
- مرملة بازول.
- مطار فرحات عباس.
- المناطق الفلاحية بوادي النيل ووادي جن جن.
- المحطة الكهربائية الحرارية بالأشواط.
- مصنع المصبرات بأولاد صالح.
- مصنع الآجر بالأشواط.
- مصنع المنتوجات البلاستيكية بوسط المدينة.
- محطة القطار لنقل البضائع ببازول.

## أحياء وقرى البلدية
- الدَكارة
- أقلال
- طهر وصاف
- الدمينة 
- أولاد فاضل
- أولاد سويسي
- العجاردة 
- حي وسط المدينة
- حي المذبح القديم
- حي زعموش 
- حي المقيعدة
- الحي الأسود
- حي المحطة القديمة
- حي بوشرقة
- حي 102 مسكن (إيطاليا)
- حي بوغروف
- حي الرجلة
- بازول
- الثلاتة
- الأشواط
- تاسيفت
- حي ال 800 مسكن
- حي ال 300 مسكن
- لخرابشية
- حي ال200 مسكن 
- تابلالت
- أولاد صالح
- بني متران 
- بوعشير 
- باشلو
-حي بوعلايق
-تبللت

## أهم شوارع المدينة

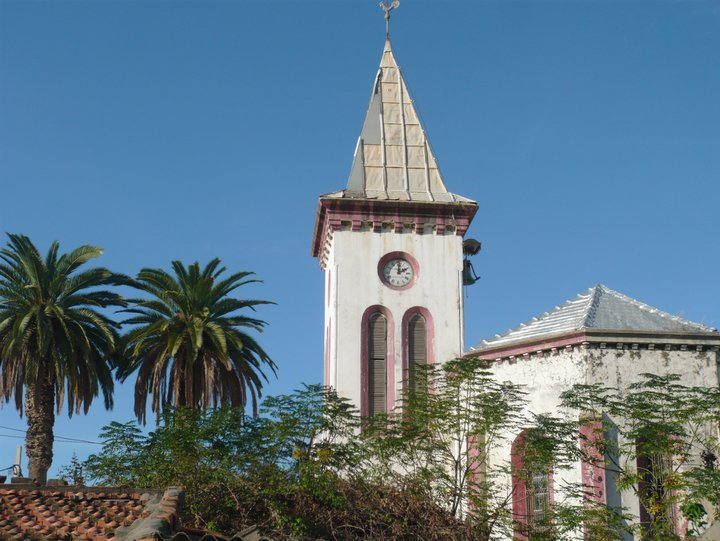
الكنيسة الفرنسية وسط مدينة الطاهير.
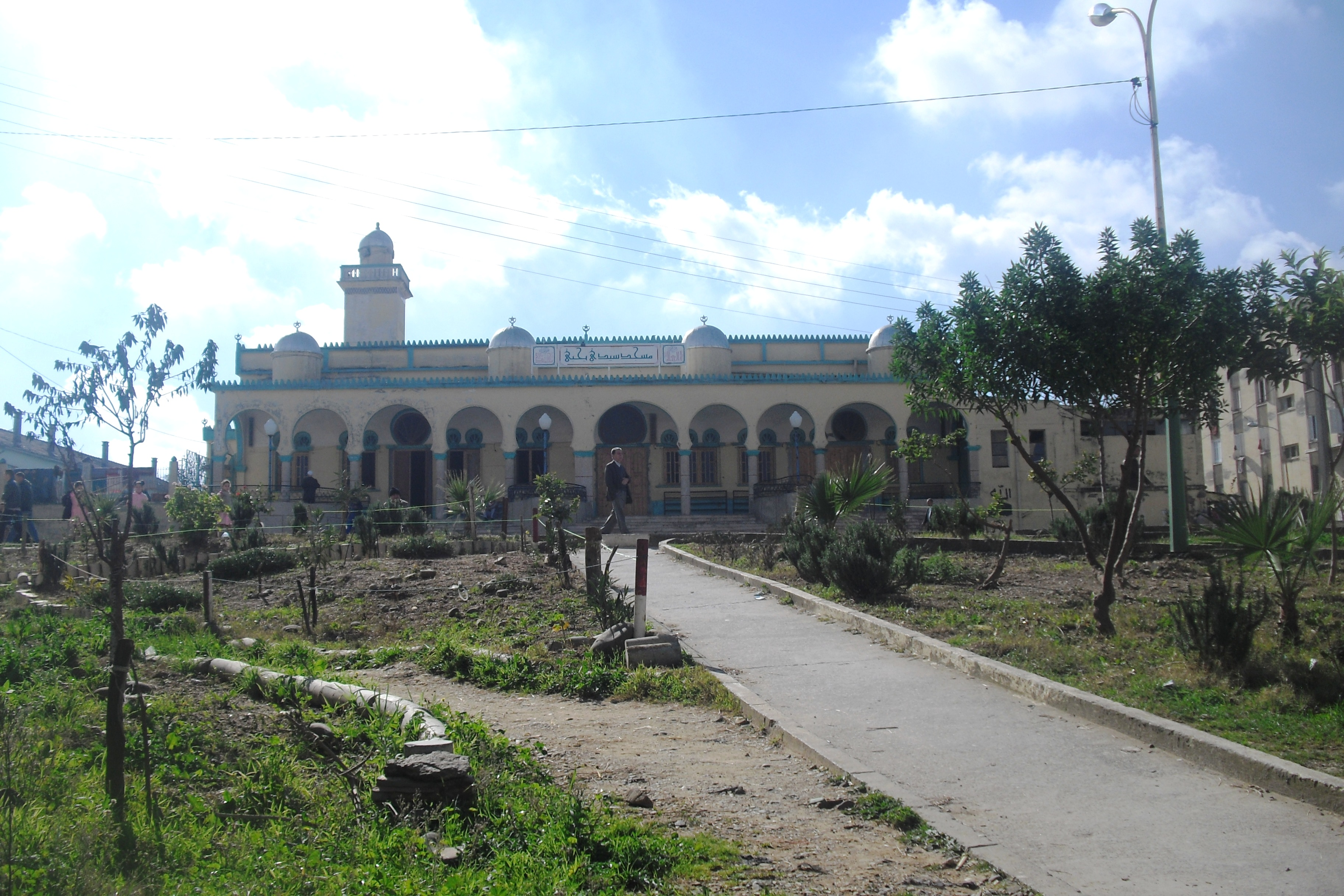
مسجد سيدي يحي بوسط المدينة.
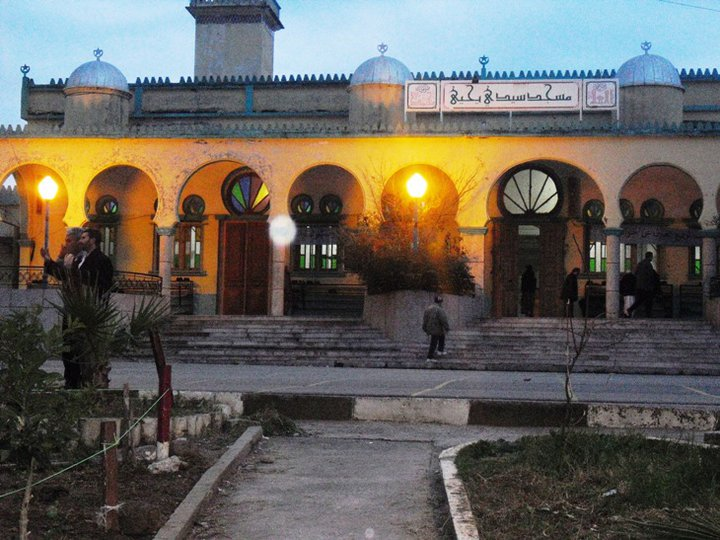
مسجد سيدي يحي خلال الليل.
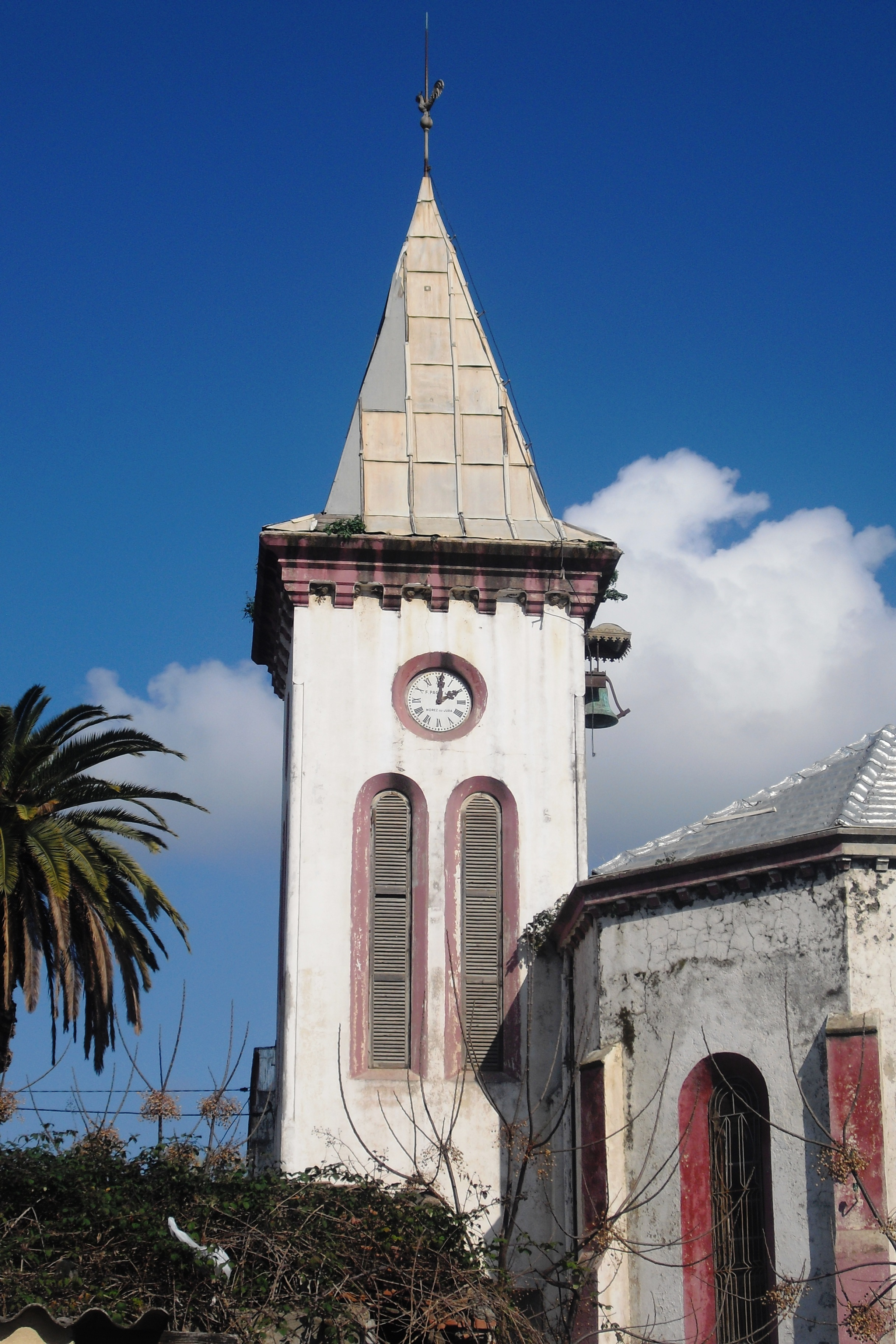
الكنيسة الفرنسية.
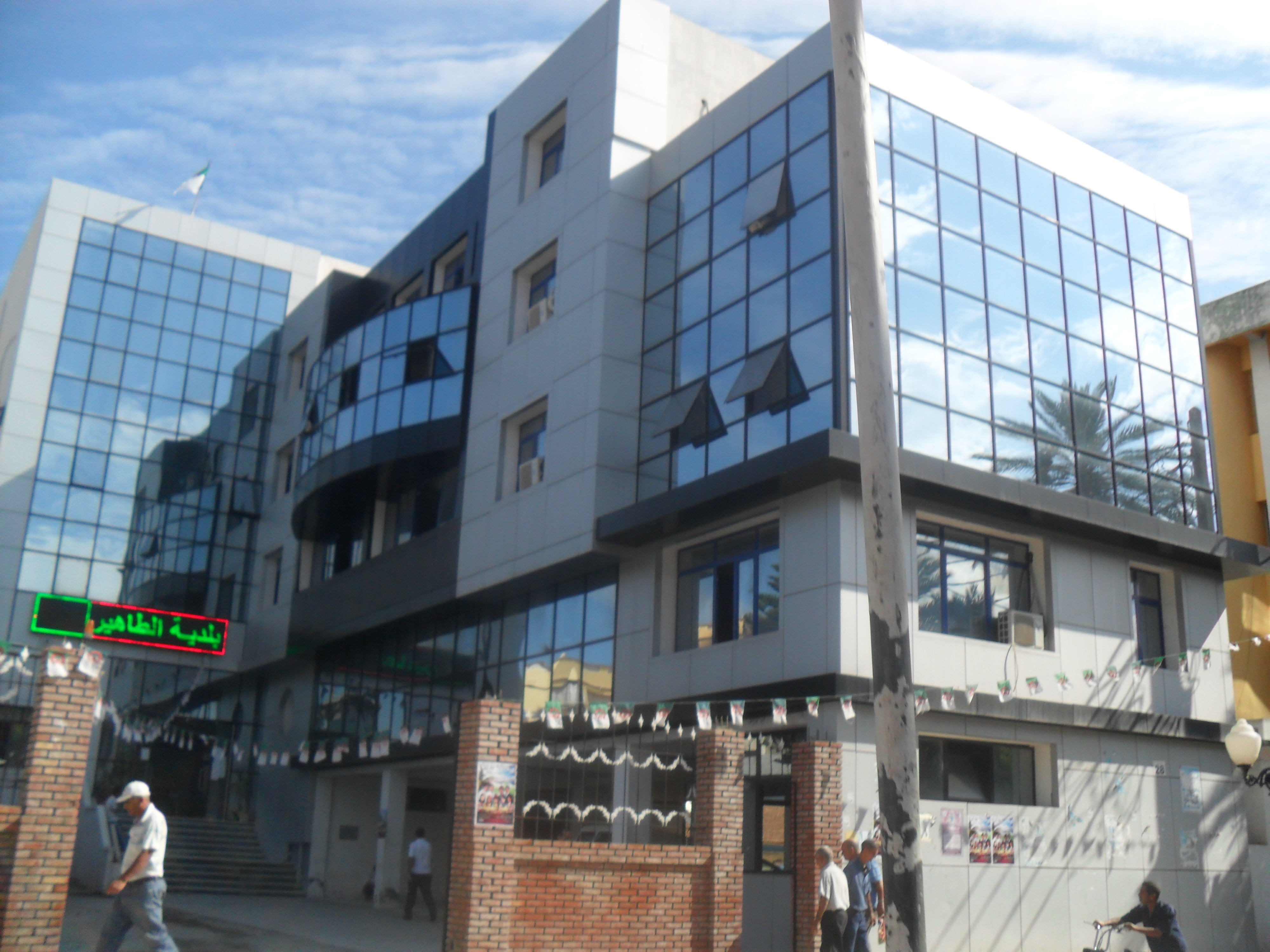
مقر البلدية

من أكبر شوارعها شارع المجاهدين.. مركز الطاهير بوشرقة حي 800 مسكن حي 200 مسكن وحي 300 مسكن وحي بوشرقة الكبير 102 مسكن وحي زعموش وقرية أولاد صالح أو كما تسمى أيضا القندولة فهي تعتبر المنطقة الصناعية الوحيدة في ولاية جيجل.

## المساجد
المسجد الكبير للبلدية هو مسجد سيدي يحي بالإضافة إلى مسجد علي بن أبي طالب ومسجد الهدى وهناك مساجد أخرى في بازول والثلاتة. كما يوجد مسجد بلال بحي القندولة وهناك جميعية خيرية تطمح لبناء مدرسة للقرآن الكريم والشريعة تحت اسم أحمد بوسماحة (إمام سابق بمسجد سيدي يحي)، ويعد هذا الرجل من أبرز رجال المنطقة الدين خدمو الثورة والعلم والإسلام في نفس الوقت.

## ثانويات المدينة
- ثانوية ناصري رمضان
- ثانوية لعبني أحمد
- ثانوية دخلي المختار (المتقن سابقا)
- ثانوية كيعموش فرحات
- ثانوية بومنجل أحمد
- ثانوية كعواش لخضر.[3]

## المنشآت الثقافية
- المكتبات العامة: المكتبة البلدية
- دار الشباب
- سينما دنيازاد : مغلقة منذ زمان

## النشاط الرياضي

### الفرق الرياضية
- نادي أثليتيك الطاهير (CAT)
- فريق شباب الطاهير (FCT)
- فريق مولودية الطاهير (MCT)
- فريق الكرة الطائرة (WOT)
- الأمل الرياضي الطاهيري (فريق كرة السلة)
- عدة فرق كراتي

### المؤسسات الرياضية
| من دوائر الجزائر دائرة الطاهير                                                                 |
| بلديات الدائرة                                                                                 |
| بلدية الطاهير بلدية الأمير عبد القادر · بلدية وجانة بلدية الشحنة · بلدية أولاد عسكر            |
| مدن الدائرة                                                                                    |
| الطاهير الأمير عبد القادر · وجانة · الشحنة · أولاد عسكر                                        |
| أحياء و قرى                                                                                    |
| الثلاثة (الطاهير) · الزاوية (الطاهير) تاسوست (الأمير عبد القادر) · بوحمدون (الأمير عبد القادر) |
| موضوعات ذات صلة                                                                                |
| مدن مقترحة لتصبح ولايات · دائرة الطاهير · ولاية جيجل · تاريخ جيجل · إذاعة جيجل · الجزائر       |

- ملعب بوسديرة: هو الملعب البلدي الرئيسي لكرة القدم.
- ملعب بازول: هو ملعب لكرة القدم.
- ملعب المحطة القديمة: هو ملعب لكرة القدم.
- المركب الرياضي الجواري: هو مركب يحتوي على ملعب كبير من العشب الاصطناعي ويحتوي على منصة دائرية للجماهير تستعيب 4500 متفرج. بالإضافة إلى قاعة متعددة الرياضات، وجزء آخر للرياضات والأنشطة الأخرى مثل الكراتي والجيدو والكينغ بوكسينغ والرسم بالإضافة إلى الاعلام الالي والبيئة وحتى الخياطة وصناعة الحلويات.
- دار الشباب كيعموش مسعود: فيها بعض الأنشطة مثل الكاراتي والرسم وحتوي أيضا على ملعب من نوع ماتيكو وتقام في بعض الأحيان لدورات كروية بمساعدة جمعيات خيرية، وتلقى مشاركات كبيرة من عدة فرق في البلدية وتستغل العوائد في مساعدة المعوزين والمرضى.
- دار الشباب زعموش: وتحتوي تقريبا على نفس النشاطات لكنها أكبر من سابقتها.
- بعض ملاعب ماتيكو: وتتوزع على بعض أحياء المدينة.

## وصلات أخرى

### وصلات داخلية
- دائرة الطاهير

### وصلات خارجية
- جيجل أنفو: موقع أخبار جيجل.
- إذاعة جيجل الجهوية: الموقع الرسمي.